# 나성수
나성수(1993년 8월 13일 ~ )는 대한민국의 축구 선수이다. 포지션은 미드필더이다.